# Tubores
Tubores è un comune del Venezuela situato nello Stato federato di Nueva Esparta.
Il capoluogo del comune è la città di Punta de Piedras.